# .380ACP弾
.380ACP弾は、ジョン・ブローニングが設計した中型自動拳銃用の弾丸である。
なお、同じくジョン・ブローニングによって設計され、コルト社によって開発された.38ACP弾とは、名称が近似しているが別の弾薬であるため、注意が必要である。

## 歴史
380は口径1000分の380インチ、ACPはコルト自動拳銃用(Automatic Colt Pistol)を示す。1908年にコルト社が製造を開始し、コルトM1908（コルトM1903の派生型。外見はM1903と変わらない）が最初にこの弾丸を使用し、その後もFN ブローニングM1910などの中型自動拳銃においてブローニングが設計した兄弟分の.32ACP弾と共に広く普及し、特にヨーロッパにおいては警察用の弾丸として一世を風靡した。
その後、ヨーロッパの警察用拳銃は9x19mmパラベラム弾を使用する大型拳銃に更新されたが、現在でも個人の護身用として広く使われている。

## 概要
.380 ACP弾は、旧西側諸国の自動式拳銃用の弾丸としては一般的にショートリコイルなどの閉鎖機構を必要としない、ストレートブローバック機構で射撃可能かつ容易に操作できるものでは最大威力の弾丸であると言われている。
H&K VP70やアストラ600、S&W シグマなど、いくつかはストレートブローバックで9mmパラベラム弾を発射している拳銃はあるが、VP70は発射ガスを逃がすことにより低反動化を行っているため、エネルギーも.380 ACP弾と同程度まで大幅に低下している。アストラ600では強力な弾薬に対応するためリコイルスプリングが強く、その圧力は人力で操作する実際上の限界とも言われる。旧東側ではマカロフ用の9x18mmマカロフ弾が存在し、マカロフもストレートブローバック機構を使用するが、9x18mm弾の威力は.380 ACPの強装弾と同程度である。
この弾丸を使う拳銃の殆どはバリエーションとして.32ACP弾仕様が存在し、銃身とマガジン以外はほぼ共通の部品が使用可能である。.32ACP弾仕様は装弾数が.380ACP弾仕様より1発多いので、どちらを選ぶかは威力と弾数とを勘案することになる。

## 他の表記法
- 9mmブローニング
- 9mmオート
- 9mmショート（Short：英語）
- 9mmクルツ（Kurz：ドイツ語）
- 9×17mm
- 九粍短弾ブローニング拳銃実包[2]

## 主な小火器
拳銃
- コルトM1908
- コルト ガバメント.380オート
- コルト マスタング
- FN ブローニングM1910
- サタデーナイトスペシャル
- ワルサーPP
  - ワルサーPPK
- モーゼルHSc
- グロック25/28
- SIG SAUER P230
- ベレッタM1934
- ベレッタM84
- ZVI KEVIN
  - マイクロ・デザートイーグル
- ルガーLCP
- ベルサ サンダー380
- Kahr P380（英語版）
- Kel-Tec P-3AT（英語版）

サブマシンガン
- Vz.64、Vz.83
- イングラムM11